# Coupe du monde de saut à ski 2020-2021
Navigation
Édition précédente Édition suivante
La coupe du monde de saut à ski 2020-2021 est la 42e édition de la coupe du monde de saut à ski pour les messieurs et la 10e pour les dames, compétition de saut à ski organisée annuellement.
Durant la saison sont programmés les Championnats du monde de vol à ski qui se déroulent du 11 au 13 décembre 2020 à Planica puis les Championnats du monde de ski nordique qui se déroulent du 23 au 5 mars 2021 à Oberstdorf.
Chez les messieurs, la cinquième édition du Raw Air en Norvège aura lieu du 12 mars au 21 mars, la quatrième édition du Willingen Six à Willingen du 29 janvier au 31 janvier et la troisième édition  du Planica7 à Planica du 25 mars au 28 mars. Le site de Snow Ruyi en Chine accueille les hommes et les femmes pour la première fois en compétition FIS officielle en vue des Jeux olympiques d'hiver de 2022. 

Chez les dames compte pour la troisième fois le Raw Air dans la même période que leurs homologues masculins. Le Russia Tour Blue Bird fait office de finales de la saison féminine pour la seconde fois également du 19 mars au 28 mars. 
Les vainqueurs du classement général hommes et femmes se voient remettre un gros Globe de cristal tandis que le vainqueur du classement de Vol a Ski se voit remettre un petit Globe de cristal.
Les tenants du titre sont l'Autrichien Stefan Kraft chez les messieurs et la Norvégienne Maren Lundby chez les dames.

## Conséquences de la pandémie de Covid-19
Les épreuves se disputent ou non à huis clos, selon des protocoles sanitaires stricts.
En raison de la pandémie de Covid-19, le calendrier subit plusieurs modifications chez les hommes et femmes : 

- Le 2 novembre, la FIS annonce l'annulation des épreuves femmes prévues au Japon à Zaō. 

- Le 12 novembre, la FIS annonce le report de l’étape femme à Lillehammer. 

- Le 13 novembre, la FIS annonce l'annulation des épreuves hommes et femmes prévues au Japon à Sapporo. L’étape masculine est déplacée aux mêmes dates en Allemagne à Klingenthal, l’étape féminine est en attente de reprogrammation. 

- Le 4 décembre, la FIS annonce l'annulation des épreuves hommes et femmes qui devaient avoir lieu en Chine sur le tremplin olympique. L’étape masculine est déplacée aux mêmes dates à Zakopane en Pologne, l’étape féminine est définitivement annulée. 

- Le 11 décembre, la FIS annonce que la première étape des femmes va avoir lieu en Autriche à Ramsau.

- Le 12 février, la FIS annonce l'annulation de toutes les étapes ayant lieu en Norvège et donc l'annulation définitive du Raw Air.

## Programme de la saison
La saison des messieurs comporte 34 épreuves (dont 6 par équipe) et celle des dames en compte 22 (dont 2 par équipe) 
22 sites accueillent des épreuves de la coupe du monde messieurs (20) et dames (12) cette saison. Le site de Snow Ruyi en Chine accueille les hommes et les femmes pour la première fois en compétition FIS officielle en vue des Jeux olympiques d'hiver de 2022..

### Willigen Six
Compétition créée en 2018, le Willigen Six s'étends sur 3 jours (qualification du vendredi, épreuve du samedi, qualification du dimanche et épreuve du dimanche). Le vainqueur est le sauteur qui aura la plus grande somme de points durant les 6 sauts. (saut des deux qualifications, les deux sauts du samedi et les deux sauts du dimanche).

### Raw Air
Compétition créée en 2017, le Raw Air s'étends sur une semaine complète et sur 4 tremplins norvégiens (Oslo, Trondheim, Lillehammer et Vikersund). Le vainqueur est le sauteur qui aura la plus grande somme de points durant 16 sauts. (4 sauts de qualification, 8 sauts durant les quatre épreuves individuelles et 4 sauts durant les deux épreuves par équipes).

### Planica 7
Compétition créée en 2018, le Planica 7 s'étends sur 4 jours (qualification du jeudi, épreuves individuelles du vendredi et dimanche et enfin épreuve par équipe du samedi). Le vainqueur est le sauteur qui aura la plus grande somme de points durant les 7 sauts. (saut de la qualification, 4 sauts durant les épreuves individuelles et 2 sauts durant l'épreuve par équipes).
| [[Fichier:Europe laea location map with borders.svg\|720px\|{{#if:\|{{{alt}}}\|Coupe du monde de saut à ski 2020-2021 est dans la page Europe.]]Kuusamo/Ruka Nijni Taguil Tchaïkovski Engelberg Wisła Zakopane Lahti Holmenkollen Vikersund Lillehammer Trondheim Râșnov Ljubno Planica Coupe du monde de saut à ski 2020-2021 (Europe) |

| [[Fichier:Germany2 location map.svg\|200px\|{{#if:\|{{{alt}}}\|Coupe du monde de saut à ski 2020-2021 est dans la page Allemagne.]]Titisee Klingenthal Oberstdorf Garmisch Willingen Coupe du monde de saut à ski 2020-2021 (Allemagne) |

| [[Fichier:Austria adm location map.svg\|200px\|{{#if:\|{{{alt}}}\|Coupe du monde de saut à ski 2020-2021 est dans la page Autriche.]]Hinzenbach Ramsau Innsbruck Bischofshofen Coupe du monde de saut à ski 2020-2021 (Autriche) |

| [[Fichier:Asia_laea_location_map.svg\|200px\|{{#if:\|{{{alt}}}\|Coupe du monde de saut à ski 2020-2021 est dans la page Asie.]]Sapporo Pékin Coupe du monde de saut à ski 2020-2021 (Asie) |

 Tournée des Quatre tremplins
 Raw Air
 Planica7
 Willingen Sixe
 Russia Tour Blue Bird

## Attribution des points
Les manches de Coupe du monde donnent lieu à l'attribution de points, dont le total détermine le classement général de la Coupe du monde.
Ces points sont attribués selon cette répartition :
| Place  | 1   | 2  | 3  | 4  | 5  | 6  | 7  | 8  | 9  | 10 | 11 | 12 | 13 | 14 | 15 | 16 | 17 | 18 | 19 | 20 | 21 | 22 | 23 | 24 | 25 | 26 | 27 | 28 | 29 | 30 |
| ------ | --- | -- | -- | -- | -- | -- | -- | -- | -- | -- | -- | -- | -- | -- | -- | -- | -- | -- | -- | -- | -- | -- | -- | -- | -- | -- | -- | -- | -- | -- |
| Points | 100 | 80 | 60 | 50 | 45 | 40 | 36 | 32 | 29 | 26 | 24 | 22 | 20 | 18 | 16 | 15 | 14 | 13 | 12 | 11 | 10 | 9  | 8  | 7  | 6  | 5  | 4  | 3  | 2  | 1  |

## Classements

### Hommes
| Rang | Nom                 | Points | Victoire(s) |
| ---- | ------------------- | ------ | ----------- |
| 1    | Halvor E. Granerud  | 1572   | 11          |
| 2    | Markus Eisenbichler | 1190   | 2           |
| 3    | Kamil Stoch         | 955    | 3           |
| 4    | Ryōyū Kobayashi     | 919    | 3           |
| 5    | Robert Johansson    | 864    | 1           |
| 6    | Karl Geiger         | 826    | 3           |
| 7    | Piotr Żyła          | 825    |             |
| 8    | Dawid Kubacki       | 786    | 1           |
| 9    | Anže Lanišek        | 775    |             |
| 10   | Marius Lindvik      | 612    | 1           |

| Rang | Nom                 | Points | Victoire(s) |
| ---- | ------------------- | ------ | ----------- |
| 1    | Karl Geiger         | 260    | 2           |
| 2    | Ryōyū Kobayashi     | 260    | 1           |
| 3    | Markus Eisenbichler | 172    |             |
| 4    | Bor Pavlovčič       | 141    |             |
| 5    | Domen Prevc         | 132    |             |
| 6    | Daniel Huber        | 114    |             |
| 7    | Robert Johansson    | 110    |             |
| 8    | Yukiya Satō         | 109    |             |
| 9    | Michael Hayböck     | 94     |             |
| 10   | Piotr Żyła          | 82     |             |

| Rang | Nation    | Points |
| ---- | --------- | ------ |
| 1    | Norvège   | 5429   |
| 2    | Pologne   | 4738   |
| 3    | Allemagne | 4361   |
| 4    | Autriche  | 3522   |
| 5    | Slovénie  | 3235   |
| 6    | Japon     | 3111   |
| 7    | Russie    | 591    |
| 8    | Suisse    | 508    |
| 9    | Finlande  | 340    |
| 10   | Canada    | 116    |

| Rang | Nom                | Points |
| ---- | ------------------ | ------ |
| 1    | Kamil Stoch        | 1110.9 |
| 2    | Karl Geiger        | 1062.5 |
| 3    | Dawid Kubacki      | 1057.8 |
| 4    | Halvor E. Granerud | 1057.4 |
| 5    | Piotr Żyła         | 1037.2 |
| 6    | Ryoyu Kobayashi    | 1032.5 |
| 6    | Andrzej Stękała    | 1032.5 |
| 8    | Stefan Kraft       | 1019.1 |
| 9    | Peter Prevc        | 1018.0 |
| 10   | Daniel Huber       | 1014.7 |

| Rang | Nom                 | Points |
| ---- | ------------------- | ------ |
| 1    | Halvor E. Granerud  | 574.0  |
| 2    | Daniel-André Tande  | 533.0  |
| 3    | Markus Eisenbichler | 517.4  |
| 4    | Piotr Żyła          | 512.6  |
| 5    | Dawid Kubacki       | 503.7  |
| 6    | Bor Pavlovčič       | 487.6  |
| 7    | Ryoyu Kobayashi     | 482.4  |
| 7    | Marius Lindvik      | 482.4  |
| 9    | Kamil Stoch         | 481.9  |
| 10   | Robert Johansson    | 476.2  |

| Rang | Nom | Points |
| ---- | --- | ------ |
| 1    |     |        |
| 2    |     |        |
| 3    |     |        |
| 4    |     |        |
| 5    |     |        |
| 6    |     |        |
| 7    |     |        |
| 8    |     |        |
| 9    |     |        |
| 10   |     |        |

| Rang | Nom                 | Points |
| ---- | ------------------- | ------ |
| 1    | Karl Geiger         | 902.2  |
| 2    | Ryoyu Kobayashi     | 894.6  |
| 3    | Markus Eisenbichler | 880.9  |
| 4    | Domen Prevc         | 878.4  |
| 5    | Bor Pavlovčič       | 876.9  |
| 6    | Daniel Huber        | 871.7  |
| 7    | Yukiya Satō         | 859.3  |
| 8    | Robert Johansson    | 848.8  |
| 9    | Michael Hayböck     | 829.0  |
| 10   | Halvor E. Granerud  | 827.5  |

### Dames
| Rang | Nom                    | Points | Victoire(s) |
| ---- | ---------------------- | ------ | ----------- |
| 1    | Nika Križnar           | 871    | 2           |
| 2    | Sara Takanashi         | 862    | 3           |
| 3    | Marita Kramer          | 860    | 7           |
| 4    | Silje Opseth           | 692    |             |
| 5    | Daniela Iraschko-Stolz | 516    |             |
| 6    | Ema Klinec             | 492    |             |
| 7    | Irina Avvakumova       | 349    |             |
| 8    | Maren Lundby           | 338    |             |
| 9    | Katharina Althaus      | 316    |             |
| 10   | Chiara Hölzl           | 308    |             |

| Rang | Nation    | Points |
| ---- | --------- | ------ |
| 1    | Autriche  | 3053   |
| 2    | Slovénie  | 2833   |
| 3    | Norvège   | 2480   |
| 4    | Japon     | 2050   |
| 5    | Allemagne | 1408   |
| 6    | Russie    | 948    |
| 7    | France    | 448    |
| 8    | Tchéquie  | 181    |
| 9    | Italie    | 156    |
| 10   | Pologne   | 110    |

| Rang | Nom | Points |
| ---- | --- | ------ |
| 1    |     |        |
| 2    |     |        |
| 3    |     |        |
| 4    |     |        |
| 5    |     |        |
| 6    |     |        |
| 7    |     |        |
| 8    |     |        |
| 9    |     |        |
| 10   |     |        |

| Rang | Nom                    | Points |
| ---- | ---------------------- | ------ |
| 1    | Marita Kramer          | 869.4  |
| 2    | Sara Takanashi         | 798.3  |
| 3    | Nika Križnar           | 789.2  |
| 4    | Silje Opseth           | 778.9  |
| 5    | Daniela Iraschko-Stolz | 740.9  |
| 6    | Chiara Hölzl           | 732.4  |
| 7    | Irina Avvakumova       | 720.9  |
| 8    | Katharina Althaus      | 720.1  |
| 9    | Thea Minyan Bjørseth   | 701.3  |
| 10   | Ema Klinec             | 696.9  |

## Calendrier

### Messieurs

#### Épreuves individuelles
| Étape                                                                          | Lieu                                       | Tremplin                                   | Date                                       | Vainqueur                                                                           | Deuxième                                                                            | Troisième                                                                           | Leader du Général                                                                   |
| 1                                                                              | Wisła                                      | HS 134                                     | 22 novembre 2020                           | Markus Eisenbichler                                                                 | Karl Geiger                                                                         | Daniel Huber                                                                        | Markus Eisenbichler                                                                 |
| 2                                                                              | Ruka                                       | HS 142                                     | 28 novembre 2020                           | Markus Eisenbichler                                                                 | Piotr Żyła                                                                          | Dawid Kubacki                                                                       | Markus Eisenbichler                                                                 |
| 3                                                                              | Ruka                                       | HS 142                                     | 29 novembre 2020                           | Halvor E. Granerud                                                                  | Markus Eisenbichler                                                                 | Dawid Kubacki                                                                       | Markus Eisenbichler                                                                 |
| 4                                                                              | Nijni Taguil                               | HS 134                                     | 5 décembre 2020                            | Halvor E. Granerud                                                                  | Daniel Huber                                                                        | Robert Johansson                                                                    | Halvor E. Granerud                                                                  |
| 5                                                                              | Nijni Taguil                               | HS 134                                     | 6 décembre 2020                            | Halvor E. Granerud                                                                  | Robert Johansson                                                                    | Marius Lindvik                                                                      | Halvor E. Granerud                                                                  |
| Championnats du monde de vol à ski à Planica (11 décembre au 13 décembre 2020) |                                            |                                            |                                            |                                                                                     |                                                                                     |                                                                                     |                                                                                     |
| 6                                                                              | Engelberg                                  | HS 140                                     | 19 décembre 2020                           | Halvor E. Granerud                                                                  | Kamil Stoch                                                                         | Anže Lanišek                                                                        | Halvor E. Granerud                                                                  |
| 7                                                                              | Engelberg                                  | HS 140                                     | 20 décembre 2020                           | Halvor E. Granerud                                                                  | Markus Eisenbichler                                                                 | Piotr Żyła                                                                          | Halvor E. Granerud                                                                  |
| 69e Tournée des 4 tremplins (29 décembre 2020 au 6 janvier 2021)               |                                            |                                            |                                            |                                                                                     |                                                                                     |                                                                                     |                                                                                     |
| 8                                                                              | Oberstdorf                                 | HS 137                                     | 29 décembre 2020                           | Karl Geiger                                                                         | Kamil Stoch                                                                         | Marius Lindvik                                                                      | Halvor E. Granerud                                                                  |
| 9                                                                              | Garmisch                                   | HS 142                                     | 1er janvier 2021                           | Dawid Kubacki                                                                       | Halvor E. Granerud                                                                  | Piotr Żyła                                                                          | Halvor E. Granerud                                                                  |
| 10                                                                             | Innsbruck                                  | HS 130                                     | 3 janvier 2021                             | Kamil Stoch                                                                         | Anže Lanišek                                                                        | Dawid Kubacki                                                                       | Halvor E. Granerud                                                                  |
| 11                                                                             | Bischofshofen                              | HS 142                                     | 6 janvier 2021                             | Kamil Stoch                                                                         | Marius Lindvik                                                                      | Karl Geiger                                                                         | Halvor E. Granerud                                                                  |
| Tournée des 4 tremplins - Classement final                                     | Tournée des 4 tremplins - Classement final | Tournée des 4 tremplins - Classement final | Tournée des 4 tremplins - Classement final | Kamil Stoch                                                                         | Karl Geiger                                                                         | Dawid Kubacki                                                                       |                                                                                     |
| 12                                                                             | Titisee-Neustadt                           | HS 142                                     | 9 janvier 2021                             | Kamil Stoch                                                                         | Halvor E. Granerud                                                                  | Piotr Żyła                                                                          | Halvor E. Granerud                                                                  |
| 13                                                                             | Titisee-Neustadt                           | HS 142                                     | 10 janvier 2021                            | Halvor E. Granerud                                                                  | Daniel-André Tande                                                                  | Stefan Kraft                                                                        | Halvor E. Granerud                                                                  |
| 14                                                                             | Zakopane                                   | HS 140                                     | 17 janvier 2021                            | Marius Lindvik                                                                      | Anže Lanišek                                                                        | Robert Johansson                                                                    | Halvor E. Granerud                                                                  |
| 15                                                                             | Lahti                                      | HS 130                                     | 24 janvier 2021                            | Robert Johansson                                                                    | Markus Eisenbichler                                                                 | Karl Geiger                                                                         | Halvor E. Granerud                                                                  |
| 4e édition du Willingen Six (29 janvier au 31 janvier 2021)                    |                                            |                                            |                                            |                                                                                     |                                                                                     |                                                                                     |                                                                                     |
| 16                                                                             | Willingen                                  | HS 147                                     | 30 janvier 2021                            | Halvor E. Granerud                                                                  | Daniel-André Tande                                                                  | Kamil Stoch                                                                         | Halvor E. Granerud                                                                  |
| 17                                                                             | Willingen                                  | HS 147                                     | 31 janvier 2021                            | Halvor E. Granerud                                                                  | Piotr Żyła                                                                          | Markus Eisenbichler                                                                 | Halvor E. Granerud                                                                  |
| Willingen Six - Classement final                                               | Willingen Six - Classement final           | Willingen Six - Classement final           | Willingen Six - Classement final           | Halvor E. Granerud                                                                  | Daniel-André Tande                                                                  | Markus Eisenbichler                                                                 |                                                                                     |
| 18                                                                             | Sapporo → Klingenthal                      | HS 137 → HS 142                            | 6 février 2021                             | Halvor E. Granerud                                                                  | Kamil Stoch                                                                         | Bor Pavlovčič                                                                       | Halvor E. Granerud                                                                  |
| 19                                                                             | Sapporo → Klingenthal                      | HS 137 → HS 142                            | 7 février 2021                             | Halvor E. Granerud                                                                  | Bor Pavlovčič                                                                       | Markus Eisenbichler                                                                 | Halvor E. Granerud                                                                  |
| 20                                                                             | Zhangjiakou → Zakopane                     | HS 140 → HS 140                            | 13 février 2021                            | Ryōyū Kobayashi                                                                     | Andrzej Stękała                                                                     | Marius Lindvik                                                                      | Halvor E. Granerud                                                                  |
| 21                                                                             | Zhangjiakou → Zakopane                     | HS 140 → HS 140                            | 14 février 2021                            | Halvor E. Granerud                                                                  | Anže Lanišek                                                                        | Robert Johansson                                                                    | Halvor E. Granerud                                                                  |
| 22                                                                             | Râșnov                                     | HS 97                                      | 19 février 2021                            | Ryōyū Kobayashi                                                                     | Kamil Stoch                                                                         | Karl Geiger                                                                         | Halvor E. Granerud                                                                  |
| Oberstdorf Championnats du monde de ski nordique (23 février au 5 mars 2021)   |                                            |                                            |                                            |                                                                                     |                                                                                     |                                                                                     |                                                                                     |
| 5e édition du Raw Air (12 mars au 21 mars 2021)                                |                                            |                                            |                                            |                                                                                     |                                                                                     |                                                                                     |                                                                                     |
| -                                                                              | Oslo                                       | HS 134                                     | 14 mars 2021                               | Compétitions annulées (épreuves non disputées en raison de la pandémie du COVID-19) | Compétitions annulées (épreuves non disputées en raison de la pandémie du COVID-19) | Compétitions annulées (épreuves non disputées en raison de la pandémie du COVID-19) | Compétitions annulées (épreuves non disputées en raison de la pandémie du COVID-19) |
| -                                                                              | Lillehammer                                | HS 140                                     | 16 mars 2021                               | Compétitions annulées (épreuves non disputées en raison de la pandémie du COVID-19) | Compétitions annulées (épreuves non disputées en raison de la pandémie du COVID-19) | Compétitions annulées (épreuves non disputées en raison de la pandémie du COVID-19) | Compétitions annulées (épreuves non disputées en raison de la pandémie du COVID-19) |
| -                                                                              | Trondheim                                  | HS 138                                     | 18 mars 2021                               | Compétitions annulées (épreuves non disputées en raison de la pandémie du COVID-19) | Compétitions annulées (épreuves non disputées en raison de la pandémie du COVID-19) | Compétitions annulées (épreuves non disputées en raison de la pandémie du COVID-19) | Compétitions annulées (épreuves non disputées en raison de la pandémie du COVID-19) |
| -                                                                              | Vikersund                                  | HS 240                                     | 21 mars 2021                               | Compétitions annulées (épreuves non disputées en raison de la pandémie du COVID-19) | Compétitions annulées (épreuves non disputées en raison de la pandémie du COVID-19) | Compétitions annulées (épreuves non disputées en raison de la pandémie du COVID-19) | Compétitions annulées (épreuves non disputées en raison de la pandémie du COVID-19) |
| Raw Air - Classement final                                                     |                                            |                                            |                                            |                                                                                     |                                                                                     |                                                                                     |                                                                                     |
| 23                                                                             | Planica                                    | HS 240                                     | 25 mars 2021                               | Ryōyū Kobayashi                                                                     | Markus Eisenbichler                                                                 | Karl Geiger                                                                         | Halvor E. Granerud                                                                  |
| 3e édition du Planica7 (25 mars au 28 mars 2021)                               |                                            |                                            |                                            |                                                                                     |                                                                                     |                                                                                     |                                                                                     |
| 24                                                                             | Planica                                    | HS 240                                     | 26 mars 2021                               | Karl Geiger                                                                         | Ryōyū Kobayashi                                                                     | Bor Pavlovčič                                                                       | Halvor E. Granerud                                                                  |
| 25                                                                             | Planica                                    | HS 240                                     | 28 mars 2021                               | Karl Geiger                                                                         | Ryōyū Kobayashi                                                                     | Markus Eisenbichler                                                                 | Halvor E. Granerud                                                                  |
| Planica7 - Classement final                                                    | Planica7 - Classement final                | Planica7 - Classement final                | Planica7 - Classement final                | Karl Geiger                                                                         | Ryōyū Kobayashi                                                                     | Markus Eisenbichler                                                                 |                                                                                     |

#### Épreuves par équipes
| Étape                                                                          | Lieu      | Tremplin | Date             | Vainqueurs                                                                               | Deuxièmes                                                                           | Troisièmes                                                                               |
| ------------------------------------------------------------------------------ | --------- | -------- | ---------------- | ---------------------------------------------------------------------------------------- | ----------------------------------------------------------------------------------- | ---------------------------------------------------------------------------------------- |
| 1                                                                              | Wisła     | HS 134   | 21 novembre 2020 | Autriche - Michael Hayböck - Philipp Aschenwald - Daniel Huber - Stefan Kraft            | Allemagne - Constantin Schmid - Pius Paschke - Karl Geiger - Markus Eisenbichler    | Pologne - Piotr Żyła - Klemens Muranka - Dawid Kubacki - Kamil Stoch                     |
| Championnats du monde de vol à ski à Planica (11 décembre au 13 décembre 2020) |           |          |                  |                                                                                          |                                                                                     |                                                                                          |
| 2                                                                              | Zakopane  | HS 140   | 16 janvier 2021  | Autriche - Michael Hayböck - Jan Hörl - Philipp Aschenwald - Daniel Huber                | Pologne - Piotr Żyła - Kamil Stoch - Andrzej Stękała - Dawid Kubacki                | Norvège - Daniel-André Tande - Halvor Egner Granerud - Marius Lindvik - Robert Johansson |
| 3                                                                              | Lahti     | HS 130   | 23 janvier 2021  | Norvège - Marius Lindvik - Daniel-André Tande - Robert Johansson - Halvor Egner Granerud | Pologne - Piotr Żyła - Andrzej Stękała - Kamil Stoch - Dawid Kubacki                | Allemagne - Pius Paschke - Martin Hamann - Markus Eisenbichler - Karl Geiger             |
| Oberstdorf Championnats du monde de ski nordique (23 février au 5 mars 2021)   |           |          |                  |                                                                                          |                                                                                     |                                                                                          |
| 5e édition du Raw Air (12 mars au 21 mars 2021)                                |           |          |                  |                                                                                          |                                                                                     |                                                                                          |
| -                                                                              | Oslo      | HS 134   | 13 mars 2021     | Compétitions annulées (épreuves non disputées en raison de la pandémie du COVID-19)      | Compétitions annulées (épreuves non disputées en raison de la pandémie du COVID-19) | Compétitions annulées (épreuves non disputées en raison de la pandémie du COVID-19)      |
| -                                                                              | Vikersund | HS 240   | 20 mars 2021     | Compétitions annulées (épreuves non disputées en raison de la pandémie du COVID-19)      | Compétitions annulées (épreuves non disputées en raison de la pandémie du COVID-19) | Compétitions annulées (épreuves non disputées en raison de la pandémie du COVID-19)      |
| 3e édition du Planica7 (25 mars au 28 mars 2021)                               |           |          |                  |                                                                                          |                                                                                     |                                                                                          |
| 4                                                                              | Planica   | HS 240   | 27 mars 2021     | Allemagne - Pius Paschke - Constantin Schmid - Markus Eisenbichler - Karl Geiger         | Japon - Naoki Nakamura - Junshiro Kobayashi - Yukiya Satō - Ryoyu Kobayashi         | Autriche - Daniel Huber - Markus Schiffner - Stefan Kraft - Michael Hayböck              |

### Dames

#### Épreuves individuelles
| Étape                                                                        | Lieu                                     | Tremplin                                 | Date                                     | Vainqueur | Deuxième | Troisième | Leader du Général |
| -                                                                            | Lillehammer                              | HS 98                                    | 5 décembre 2020                          | Annulé et reprogrammé en février 2021 puis annulé de nouveau (épreuves non disputées en raison de la pandémie du COVID-19) | Annulé et reprogrammé en février 2021 puis annulé de nouveau (épreuves non disputées en raison de la pandémie du COVID-19) | Annulé et reprogrammé en février 2021 puis annulé de nouveau (épreuves non disputées en raison de la pandémie du COVID-19) | Annulé et reprogrammé en février 2021 puis annulé de nouveau (épreuves non disputées en raison de la pandémie du COVID-19) |
| -                                                                            | Lillehammer                              | HS 140                                   | 6 décembre 2020                          | Annulé et reprogrammé en février 2021 puis annulé de nouveau (épreuves non disputées en raison de la pandémie du COVID-19) | Annulé et reprogrammé en février 2021 puis annulé de nouveau (épreuves non disputées en raison de la pandémie du COVID-19) | Annulé et reprogrammé en février 2021 puis annulé de nouveau (épreuves non disputées en raison de la pandémie du COVID-19) | Annulé et reprogrammé en février 2021 puis annulé de nouveau (épreuves non disputées en raison de la pandémie du COVID-19) |
| 1                                                                            | Ramsau                                   | HS 98                                    | 18 décembre 2020                         | Marita Kramer | Nika Križnar | Sara Takanashi | Marita Kramer |
| -                                                                            | Sapporo                                  | HS 137                                   | 9 janvier 2021                           | Annulé et non reprogrammé (épreuves non disputées en raison de la pandémie du COVID-19)                                    | Annulé et non reprogrammé (épreuves non disputées en raison de la pandémie du COVID-19)                                    | Annulé et non reprogrammé (épreuves non disputées en raison de la pandémie du COVID-19)                                    | Annulé et non reprogrammé (épreuves non disputées en raison de la pandémie du COVID-19)                                    |
| -                                                                            | Sapporo                                  | HS 137                                   | 10 janvier 2021                          | Annulé et non reprogrammé (épreuves non disputées en raison de la pandémie du COVID-19)                                    | Annulé et non reprogrammé (épreuves non disputées en raison de la pandémie du COVID-19)                                    | Annulé et non reprogrammé (épreuves non disputées en raison de la pandémie du COVID-19)                                    | Annulé et non reprogrammé (épreuves non disputées en raison de la pandémie du COVID-19)                                    |
| -                                                                            | Zaō                                      | HS 102                                   | 17 janvier 2020                          | Annulé et non reprogrammé (épreuves non disputées en raison de la pandémie du COVID-19)                                    | Annulé et non reprogrammé (épreuves non disputées en raison de la pandémie du COVID-19)                                    | Annulé et non reprogrammé (épreuves non disputées en raison de la pandémie du COVID-19)                                    | Annulé et non reprogrammé (épreuves non disputées en raison de la pandémie du COVID-19)                                    |
| -                                                                            | Zaō                                      | HS 102                                   | 19 janvier 2020                          | Annulé et non reprogrammé (épreuves non disputées en raison de la pandémie du COVID-19)                                    | Annulé et non reprogrammé (épreuves non disputées en raison de la pandémie du COVID-19)                                    | Annulé et non reprogrammé (épreuves non disputées en raison de la pandémie du COVID-19)                                    | Annulé et non reprogrammé (épreuves non disputées en raison de la pandémie du COVID-19)                                    |
| 2                                                                            | Ljubno                                   | HS 94                                    | 24 janvier 2021                          | Eirin M. Kvandal | Ema Klinec | Marita Kramer | Marita Kramer |
| 3                                                                            | Titisee-Neustadt                         | HS 142                                   | 30 janvier 2021                          | Marita Kramer | Silje Opseth | Ema Klinec | Marita Kramer |
| 4                                                                            | Titisee-Neustadt                         | HS 142                                   | 31 janvier 2021                          | Marita Kramer | Sara Takanashi | Silje Opseth | Marita Kramer |
| 5                                                                            | Hinzenbach                               | HS 90                                    | 5 février 2021                           | Nika Križnar | Ema Klinec | Eirin Maria Kvandal | Marita Kramer |
| 6                                                                            | Hinzenbach                               | HS 90                                    | 6 février 2021                           | Sara Takanashi | Nika Križnar | Silje Opseth | Marita Kramer |
| 7                                                                            | Hinzenbach                               | HS 90                                    | 7 février 2021                           | Sara Takanashi | Nika Križnar | Silje Opseth | Marita Kramer |
| -                                                                            | Zhangjiakou                              | HS 106                                   | 11 février 2021                          | Annulé et non reprogrammé (épreuves non disputées en raison de la pandémie du COVID-19)                                    | Annulé et non reprogrammé (épreuves non disputées en raison de la pandémie du COVID-19)                                    | Annulé et non reprogrammé (épreuves non disputées en raison de la pandémie du COVID-19)                                    | Annulé et non reprogrammé (épreuves non disputées en raison de la pandémie du COVID-19)                                    |
| -                                                                            | Zhangjiakou                              | HS 106                                   | 12 février 2021                          | Annulé et non reprogrammé (épreuves non disputées en raison de la pandémie du COVID-19)                                    | Annulé et non reprogrammé (épreuves non disputées en raison de la pandémie du COVID-19)                                    | Annulé et non reprogrammé (épreuves non disputées en raison de la pandémie du COVID-19)                                    | Annulé et non reprogrammé (épreuves non disputées en raison de la pandémie du COVID-19)                                    |
| -                                                                            | Lillehammer                              | HS 98                                    | 13 février 2021                          | Annulé et non reprogrammé (épreuves non disputées en raison de la pandémie du COVID-19)                                    | Annulé et non reprogrammé (épreuves non disputées en raison de la pandémie du COVID-19)                                    | Annulé et non reprogrammé (épreuves non disputées en raison de la pandémie du COVID-19)                                    | Annulé et non reprogrammé (épreuves non disputées en raison de la pandémie du COVID-19)                                    |
| -                                                                            | Lillehammer                              | HS 140                                   | 14 février 2021                          | Annulé et non reprogrammé (épreuves non disputées en raison de la pandémie du COVID-19)                                    | Annulé et non reprogrammé (épreuves non disputées en raison de la pandémie du COVID-19)                                    | Annulé et non reprogrammé (épreuves non disputées en raison de la pandémie du COVID-19)                                    | Annulé et non reprogrammé (épreuves non disputées en raison de la pandémie du COVID-19)                                    |
| 8                                                                            | Râșnov                                   | HS 97                                    | 18 février 2021                          | Nika Križnar | Sara Takanashi | Silje Opseth | Nika Križnar |
| 9                                                                            | Râșnov                                   | HS 97                                    | 19 février 2021                          | Sara Takanashi | Silje Opseth | Nika Križnar | Nika Križnar |
| Oberstdorf Championnats du monde de ski nordique (23 février au 5 mars 2021) |                                          |                                          |                                          | | | | |
| 3e édition du Raw Air (12 mars au 21 mars 2021)                              |                                          |                                          |                                          | | | | |
| -                                                                            | Oslo                                     | HS 134                                   | 14 mars 2021                             | Compétitions annulées (épreuves non disputées en raison de la pandémie du COVID-19)                                        | Compétitions annulées (épreuves non disputées en raison de la pandémie du COVID-19)                                        | Compétitions annulées (épreuves non disputées en raison de la pandémie du COVID-19)                                        | Compétitions annulées (épreuves non disputées en raison de la pandémie du COVID-19)                                        |
| -                                                                            | Lillehammer                              | HS 140                                   | 16 mars 2021                             | Compétitions annulées (épreuves non disputées en raison de la pandémie du COVID-19)                                        | Compétitions annulées (épreuves non disputées en raison de la pandémie du COVID-19)                                        | Compétitions annulées (épreuves non disputées en raison de la pandémie du COVID-19)                                        | Compétitions annulées (épreuves non disputées en raison de la pandémie du COVID-19)                                        |
| -                                                                            | Trondheim                                | HS 138                                   | 18 mars 2021                             | Compétitions annulées (épreuves non disputées en raison de la pandémie du COVID-19)                                        | Compétitions annulées (épreuves non disputées en raison de la pandémie du COVID-19)                                        | Compétitions annulées (épreuves non disputées en raison de la pandémie du COVID-19)                                        | Compétitions annulées (épreuves non disputées en raison de la pandémie du COVID-19)                                        |
| Raw Air - Classement Final                                                   |                                          |                                          |                                          | | | | |
| 2e édition du Russia Tour Blue Bird (19 mars au 28 mars 2021)                |                                          |                                          |                                          | | | | |
| 10                                                                           | Nijni Taguil                             | HS 97                                    | 20 mars 2021                             | Marita Kramer | Sara Takanashi | Nika Križnar | Sara Takanashi |
| 11                                                                           | Nijni Taguil                             | HS 97                                    | 21 mars 2021                             | Marita Kramer | Nika Križnar | Sara Takanashi | Nika Križnar |
| 12                                                                           | Tchaïkovski                              | HS 102                                   | 26 mars 2021                             | Marita Kramer | Sara Takanashi | Nika Križnar | Sara Takanashi |
| 13                                                                           | Tchaïkovski                              | HS 140                                   | 28 mars 2021                             | Marita Kramer | Silje Opseth | Nika Križnar | Nika Križnar |
| Russia Tour Blue Bird - Classement Final                                     | Russia Tour Blue Bird - Classement Final | Russia Tour Blue Bird - Classement Final | Russia Tour Blue Bird - Classement Final | Marita Kramer | Sara Takanashi | Nika Križnar | |

#### Épreuves par équipes
| Étape                                                                        | Lieu        | Tremplin | Date            | Vainqueurs                                                                             | Deuxièmes                                                                              | Troisièmes                                                                             |                                                                                        |
| ---------------------------------------------------------------------------- | ----------- | -------- | --------------- | -------------------------------------------------------------------------------------- | -------------------------------------------------------------------------------------- | -------------------------------------------------------------------------------------- | -------------------------------------------------------------------------------------- |
| -                                                                            | Zaō         | HS 102   | 17 janvier 2020 | Annulé et à reprogrammer (épreuves non disputées en raison de la pandémie du COVID-19) | Annulé et à reprogrammer (épreuves non disputées en raison de la pandémie du COVID-19) | Annulé et à reprogrammer (épreuves non disputées en raison de la pandémie du COVID-19) | Annulé et à reprogrammer (épreuves non disputées en raison de la pandémie du COVID-19) |
| 1                                                                            | Ljubno      | HS 94    | 23 janvier 2021 | Slovénie - Ema Klinec - Špela Rogelj - Urša Bogataj - Nika Križnar                     | Norvège - Eirin Maria Kvandal - Thea Minyan Bjornsen - Silje Opseth - Maren Lundby     | Autriche - Daniela Iraschko-Stolz - Lisa Eder - Chiara Hölzl - Marita Kramer           |                                                                                        |
| Oberstdorf Championnats du monde de ski nordique (23 février au 5 mars 2021) |             |          |                 |                                                                                        |                                                                                        |                                                                                        |                                                                                        |
| 2                                                                            | Tchaïkovski | HS 102   | 28 mars 2021    | Autriche - Daniela Iraschko-Stolz - Sophie Sorschag - Chiara Hölzl - Marita Kramer     | Slovénie - Špela Rogelj - Kotra Komar - Urša Bogataj - Nika Križnar                    | Allemagne - Katharina Althaus - Juliane Seyfarth - Luisa Görlich - Anna Rupprecht      |                                                                                        |

### Mixte
| Étape                                                                        | Lieu   | Tremplin | Date            | Vainqueurs                                                                         | Deuxièmes                                                     | Troisièmes                                                                             |
| ---------------------------------------------------------------------------- | ------ | -------- | --------------- | ---------------------------------------------------------------------------------- | ------------------------------------------------------------- | -------------------------------------------------------------------------------------- |
| 1                                                                            | Râșnov | HS 97    | 21 février 2021 | Norvège - Maren Lundby - Daniel-André Tande - Silje Opseth - Halvor Egner Granerud | Slovénie- Nika Križnar - Cene Prevc - Ema Klinec - Žiga Jelar | Autriche - Eva Pinkelnig - Daniel Tschofenig - Daniela Iraschko-Stolz - Manuel Fettner |
| Oberstdorf Championnats du monde de ski nordique (23 février au 5 mars 2021) |        |          |                 |                                                                                    |                                                               |                                                                                        |